# Celestus laf
Espèce
Celestus laf est une espèce de sauriens de la famille des Diploglossidae.

## Répartition
Cette espèce a été découverte au Panama dans la province de Chiriqui à environ 1 250 m d'altitude.

## Étymologie
Son nom spécifique, laf, reprend les initiales de l’hôtel (« Lost and Found ») où ont séjourné les découvreurs lors de leurs expéditions.

## Publication originale
- (en) Sebastian Lotzkat, Andreas Hertz et Gunther Köhler, « A new species of Celestus (Squamata: Anguidae) from western Panama », Mesoamerican Herpetology, vol. 3,‎ 2016, p. 962–975 (ISSN 2373-0951, lire en ligne).